# Riddler
De Riddler, (echte naam Edward Nashton, alias Edward "E." Nigma, ook weleens gespeld als Nygma), is een fictieve superschurk uit de strips van DC Comics, en een vaste vijand van Batman. Hij dook voor het eerst op in Detective Comics deel 140. De Riddler werd bedacht door schrijver Bill Finger en tekenaar Dick Sprang.

## Achtergrond
De Riddler is geobsedeerd door raadsels en puzzels. Hij houdt ervan om Batman en de politie altijd om de tuin te leiden, en cryptische aanwijzingen naar hen te sturen over waar zijn volgende misdaad plaats zal vinden. Het personage draagt meestal een groen kostuum met een bolhoed of een spandex pak.
Net als de meeste vijanden van Batman is de Riddler in recente jaren een grimmiger en meer driedimensionaal personage geworden. De Riddler werd vooral populair door de manier waarop Frank Gorshin hem speelde in de televisieserie uit de jaren 60. Gorshin kreeg voor zijn rol zelfs een Emmy Award-nominatie.
De Riddler heeft een zeer sterke modus operandi waar hij zelf niet uit los kan breken. Zo wil hij zijn vijanden altijd proberen te vermoorden via een speciale val of complexe constructie, zelfs als hij in de gelegenheid is de tegenstander in kwestie gewoon te doden. Zijn misdaden zijn zeer uiteenlopend, daar hij elke misdaad kan plegen zolang hij er maar een puzzel of raadsel aan kan koppelen.
De Riddler heeft sinds zijn introductie een grote rol gespeeld in de Batman-strips. Een van de grootste verhaallijnen waarin hij een rol speelde was Hush, waarin hij Killer Croc, Poison Ivy, Harley Quinn, de Joker, Clayface, en Scarecrow allemaal gebruikte als pionnen in zijn plan om Batman te verslaan. Zelfs Ra's al Ghul, Talia Al Ghul, en Superman werden onbedoeld bij dit plan betrokken.
De Riddler staat niet altijd op even goede voet met andere vijanden van Batman. Zo is hij zelf doelwit geweest van onder andere de Joker en Poison Ivy.

## Namen en variaties
In veel bewerkingen van de Batman franchise is de Riddler’s echte naam Edward Nigma (of Nygma) of E. Nigma. Sommige schrijvers gaan ervan uit dat dit eveneens een valse naam is, en dat zijn echte naam Edward Nashton is.
- In de Franstalige versies van de Batman-strips staat de Riddler bekend als L'Homme Mystère of Le Sphinx, vernoemd naar de legendarische sfinx die volgens de legendes aan iedereen raadsels stelde.
- In Duitsland heet Riddler eveneens Mr. Sphinx, en soms ook Der Rätselknacker .
- In Italië staat de Riddler bekend als Enigmista, de letterlijke vertaling van "Riddler".
- In Mexico en Latijns-Amerika staat de Riddler bekend als El Acertijo, wat letterlijk “het raadsel” betekent.
- In Spanje heet de Riddler "Enigma".
- In Denemarken, heet de Riddler Gækkeren, wat losjes te vertalen is als een persoon die anderen voor de gek houdt, maar niet hoofdzakelijk met raadsels.
- In Zweden heet de Riddler Gåtan, wat Zweeds is voor "het raadsel", en soms als Gåtmannen (=De Raadselman).
- In Rusland heet hij Ребус (Russisch voor Rebus).

## In andere media

### Live-action
- Frank Gorshin (10 afleveringen) en John Astin (2 afleveringen) speelden de Riddler in de Batman-televisieserie uit de jaren 60. Gorshin speelde daarnaast ook de Riddler in de bijbehorende film. Voor deze serie was de Riddler in de strips slechts een bijpersonage, maar door deze serie werd hij populair bij een groot publiek. Gorshin speelde de Riddler ook in Legends of the Superheroes in 1979.

- De Riddler werd gespeeld door Jim Carrey in de film Batman Forever. In deze film is de Riddler in werkelijkheid een medewerker van Bruce Wayne’s bedrijf. Hij maakt een kastje dat een gewone tv kan veranderen in een 3D tv middels manipulatie van hersengolven. Een bijeffect is dat hij toegang krijgt tot de gedachten van eenieder die dit kastje gebruikt en zo hun geheimen en verstand kan overnemen. In de film laat de Riddler vier raadsels achter voor Batman die tezamen de Riddlers ware identiteit onthullen. Aan het eind van de film wordt hij door zijn eigen uitvinding getroffen, en totaal doorgedraaid opgenomen in Arkham Asylum.
- Edward Nygma verschijnt in de televisieserie Gotham waarin we Nygma zien ontwikkelen tot de Riddler. In de televisieserie wordt hij gespeeld door Cory Michael Smith.
- De Riddler is de hoofdschurk in de film The Batman uit 2022. Hierin wordt hij gespeeld door Paul Dano, en is zijn alter ego Edward Nashton.

### Animatie
- De Riddler maakte zijn animatiedebuut in afleveringen van The Batman/Superman Hour. *Hoewel hij niet meedeed in The New Adventures of Batman, was hij wel in het openingsfilmpje van deze serie te zien.
- De Riddler verscheen in Challenge of the Super Friends als lid van de Legion of Doom.
- In Batman: The Animated Series deed John Glover de stem van de Riddler. In deze serie was Nygma een spelontwerper, die nadat hij werd ontslagen wraak zocht als de Riddler.
- Deze versie van de Riddler verscheen ook even kort in The New Batman Adventures.
- Een meer gothicachtige versie van de Riddler verscheen in de serie The Batman.
- De Riddler komt ook voor in de serie Young Justice (animatieserie) in aflevering 11 van seizoen 1 als gevangene in de Belle Reve gevangenis.
- Ook in de Harley Quinn animatieserie komt de Riddler voor. Hij is hier kaal, maar in een flashback wordt duidelijk dat hij ooit een weelderige haardos bezat.
- In The Lego Batman Movie verschijnt de Riddler in LEGO minifiguur-vorm als korte rol. De stem van de Riddler voor de film werd ingesproken door Conan O'Brien. De Nederlandse stem werd ingesproken door Paul Disbergen.

### Muziek
- The Riddler verschijnt ook in de videoclip van het nummer "The Riddle" van popzanger Nik Kershaw uit 1984.

### Videospellen
- De Riddler verschijnt in Batman: Arkham Asylum. Hij is een van de vele gevangenen die samen met de Joker ontsnapt uit Arkham Asylum. De Riddler vlucht richting een geheime plek in Gotham City, om vanaf daar contact op te nemen met Batman. Hij heeft namelijk een groot aantal raadsels verstopt en daagt Batman uit om ze op te lossen. Batman lost alle raadsels op en ontdekt de locatie van de Riddler. Uiteindelijk wordt hij gearresteerd door de politie. De stem van de Riddler in de Arkham-spellen werd ingesproken door Wally Wingert.
- De Riddler verschijnt tevens in Batman: Arkham City. Nogmaals zit de Riddler op een geheime plek en heeft hij raadsels in de stad verstopt voor Batman om op te lossen. Ditmaal heeft hij ook een aantal mensen gegijzeld, en Batman moet de raadsels op tijd oplossen om iedereen te kunnen redden.
- In Batman: Arkham Origins heeft Enygma (een eerdere naam van de Riddler; Arkham Origins is een prequel) een aantal belastende bewijsstukken verzameld die hij na de kerstnacht wil gaan verspreiden. Om chaos in de stad te voorkomen moet Batman voorkomen dat Enygma dit kan verspreiden. Hiervoor moet Batman een aantal signaalverstoringsapparaten vernietigen om bij zijn basis in te kunnen breken. Tevens moeten er datapakketten verzameld worden, die door middel van raadsels beschermd worden.
- De Riddler heeft ook nog een prominente rol in Batman: Arkham Knight wat betreft zij-missies. Hij ontvoerde Catwoman, om haar te redden moeten enkele puzzels opgelost worden (waarvan er enkele opgelost moeten worden met Catwoman). Nadat Catwoman is gered, heeft de Riddler nog een 100-tal puzzels en trofeeën verspreid over heel Gotham. Als alle puzzels opgelost en alle trofeeën verzameld zijn, moet je vechten tegen de Riddler in zijn mech suit.